# شيخ المشائخ
شيخ المشائخ هي أعلى مرتبة في سلطة الاتحاد القبلي، وهو مستخدم في القبائل اليمنية بكيل، وحاشد. وهو مخول من قبائلهم بعقد المعاهدات والاتفاقات والأحلاف مع الدولة والقبائل الأخرى أو حلها، وتمثيل القبيلة أمام الدولة والقبائل الأخرى. وطريقة اختيارهم تتم عبر آليه تشبه نظام البيعة،  فقد تم مبايعة الشيخ صادق الأحمر، خلفاً لوالده عبد الله الأحمر في 2008، وبنفس الأسلوب تم تنصيب الشيخ ناجي بن عبدالعزيز الشايفشيخاً لمشائخ بكيل في 1977، وكذلك تنصيب نجله من بعده في مؤتمر قبلي.

## في المنصب حالياً
حمير عبد الله حسين الأحمر شيخ مشائخ حاشد.